# Зосими

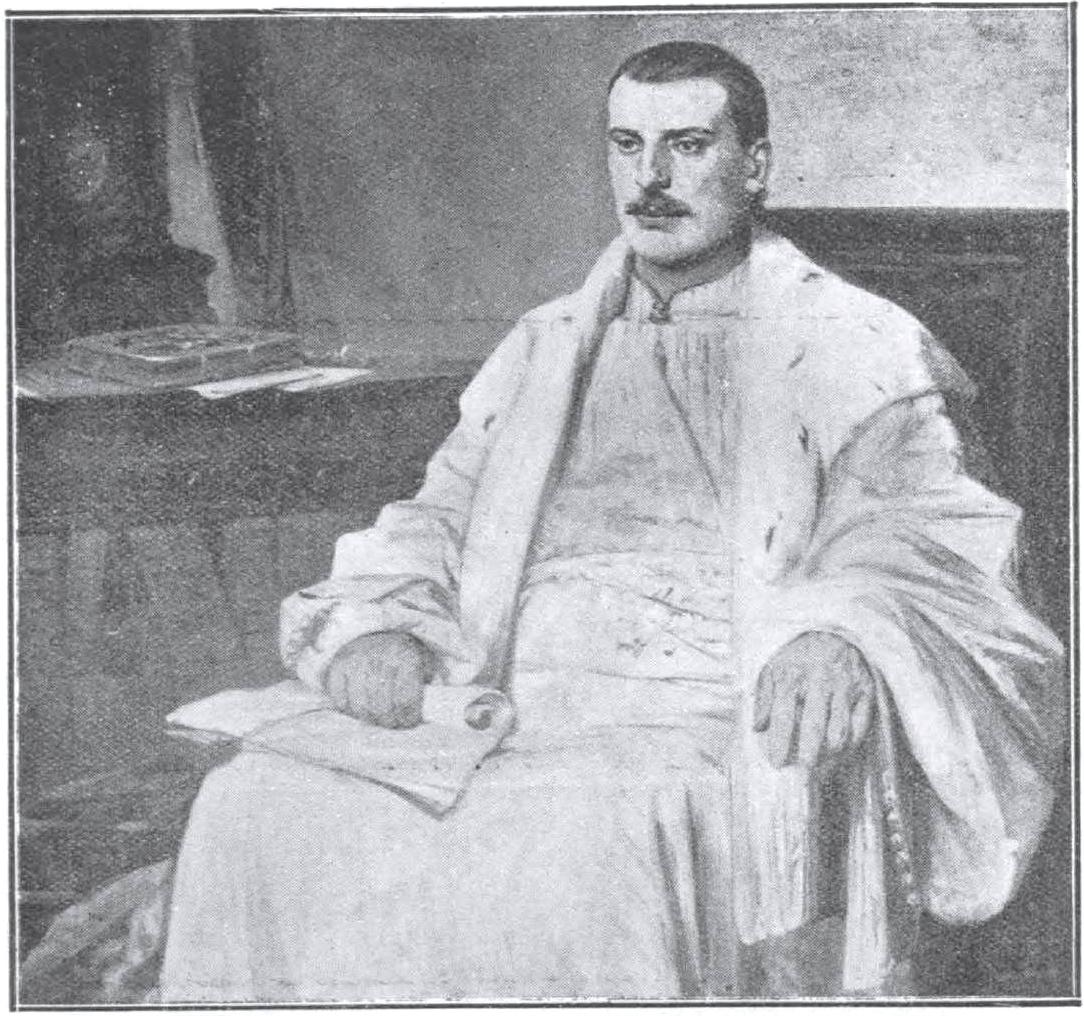
Благодійник Зосима з Епіру.
Живопис Никифора Літраса

Зосими (грец. Ζωσιμάδες, або брати Зосими) — рід грецьких купців, благодійників та меценатів, які походили з села Граммено в Яніні.

## Родинне дерево
Синами Панагіса Зосими, купця з Яніни, були шість братів Зосимів:
- Іоанн Зосима (1752—1771)
- Анастасій Зосима (1754—1819)
- Микола Зосима (1758—1842)
- Феодосій Зосима (1760—1793)
- Зой Зосима (1764—1828)
- Михайло Зосима (1766—1809)

## Комерційна діяльність
У 1785 році Микола, Феодосій і Михайло розпочали свою комерційну кар'єру в Ліворно (Італія), тоді як Іоанн, Анастасій, Зой у Ніжині, а пізніше в Москві. Ніжин у той час був великим торговим центром європейських та азійських товарів.
Перші роки комерційної діяльності були досить складними, але вони швидко зуміли стати на ноги.

## Благодійницька діяльність
Після смерті Феодосія, який залишив їм заповіт про зміцнення шкіл Яніни, вони виділяли астрономічні суми на створення та функціонування шкіл і публічних бібліотек. 
1795 р. заснували в Яніні училище, в якому навчалося 300 учнів. Брати Зосими утримували штат викладачів, виплачували стипендії талановитим учням, матеріально підтримували нужденних.
У 1799 році вони фінансували видання кількох книг. Велика сума була спрямована на «Еллінську бібліотеку» Адамантіоса Кораїса. В Яніні вони пожертвували великі суми грошей на будівництво притулку для бідних, сирітського будинку та школи.
У 1828 році, після смерті Зоя, була виділені кошти сума на будівництво Зосиминої школи, яка була центром освітньої діяльності в краї. 
Під час підготовки Грецької революції вони були прихильниками таємної організації Філікі Етерія і фінансово підтримували боротьбу грецького народу за незалежність, як у Молдавії, так і в Греції.
Їхні досягнення включають створення Нумізматичного музею в Афінах із пожертвуванням їх особистої колекції давньогрецьких і римських монет і будівництво дитячого будинку на Патмосі.
Брали активну участь в діяльності Ніжинського грецького братства та створенні Грецького банку. З 1807 на відсотки від їхнього капіталу (6 тис. рублів), вкладеного до банку, утримувалися найбідніші ніжинські братчики.

## Нагороди та відзнаки
У 1804 році уряд Іонійської Республіки, враховуючи багаторічну подвижницьку діяльність братів Зосимів, пожалував їм диплом на дворянство. На їхньому дворянському  гербі було зображено сову в лавровому вінку — символ мудрості та просвітництва.
Серед нагород, якими був відзначений Зой Павлович, російські ордени Св. Анни та Св. Володимира, а також Грецький Командорський орден Спасителя — вища відзнака грецького уряду, якою нагороджували діячів національного руху в діаспорі. Микола Зосима також був кавалером ордена Спасителя 2 та 3 ступенів.

## Увічнення пам′яті
В місті Яніні, на батьківщині братів Зосимів, їх ім’ям названо вулицю, бібліотеку, Педагогічну Академію. На базі заснованого братами училища діють дві гімназії та ліцей, а всім вихованцям цих учбових закладів за заповітом Миколи Зосими символічно вручається тлумачний словник грецької мови. 